# アクインクム
座標: 北緯47度33分50.91秒 東経19度2分58.14秒 / 北緯47.5641417度 東経19.0494833度

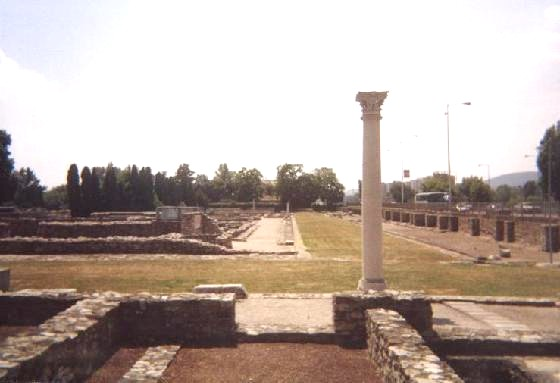
アクインクム

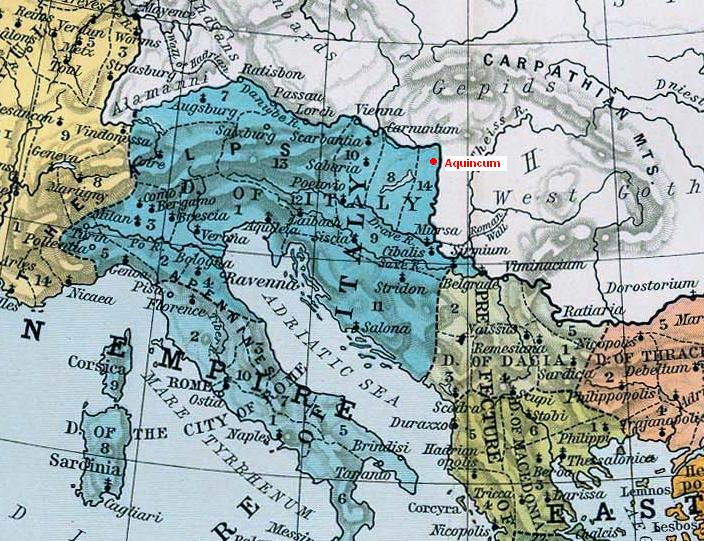
ローマ帝国に於けるアクインクムの位置

アクインクム（羅:Aquincum）は、ローマ帝国のパンノニア属州の北東端にあった古代都市。後にハンガリーの首都であるブダペストとなった。

## 概要
元々はケルト人のエラヴィシという集落があった土地で、アクインクムはリメスの一部であるカストラとして作られた。紀元後41年から54年にかけて500人の騎兵隊がこの地に駐屯し、89年には6000人のローマ軍団が駐屯した。その後アクインクムは砦を中心に発展し、106年にパンノニアが再構成された時に低パンノニアの中心都市となった。市の人口は2世紀末には3万人から4万人程度を数え、市域は今日のオーブダの大部分を占めていた。ローマ時代の遺構はコントラ・アクインクム（現在のペシュト）や円形劇場などブダペストの他の地区でもよく見られる。これらのローマ時代の遺構は2世紀から3世紀のパンノニアの商業的な生活の核心となる地域であり、この地域の出土品がこの時代の生活様式を示している。アクインクムで最も重要な遺構とされる円形劇場は1世紀には存在が確認されている。収容人口はおおよそ1万6000人で、規模は130メートル×110メートルとローマ属州の中でも有数の大きさとされている。

## 生活
住民はローマ文化、例えば集中暖房や温泉、ミトレーアム、円形劇場などを楽しむ事ができた。
現在、ブダペストのアクインクム博物館では水力システムの再構築やローマ時代の家、遺跡を覆っていた絵画等を展示している。また、3階層に分かれたローマ時代の水路を市の周辺で見ることができる。

## 作品
マルクス・アウレリウス・アントニヌスの自省録の一部がここで書かれたとされている。

## ギャラリー

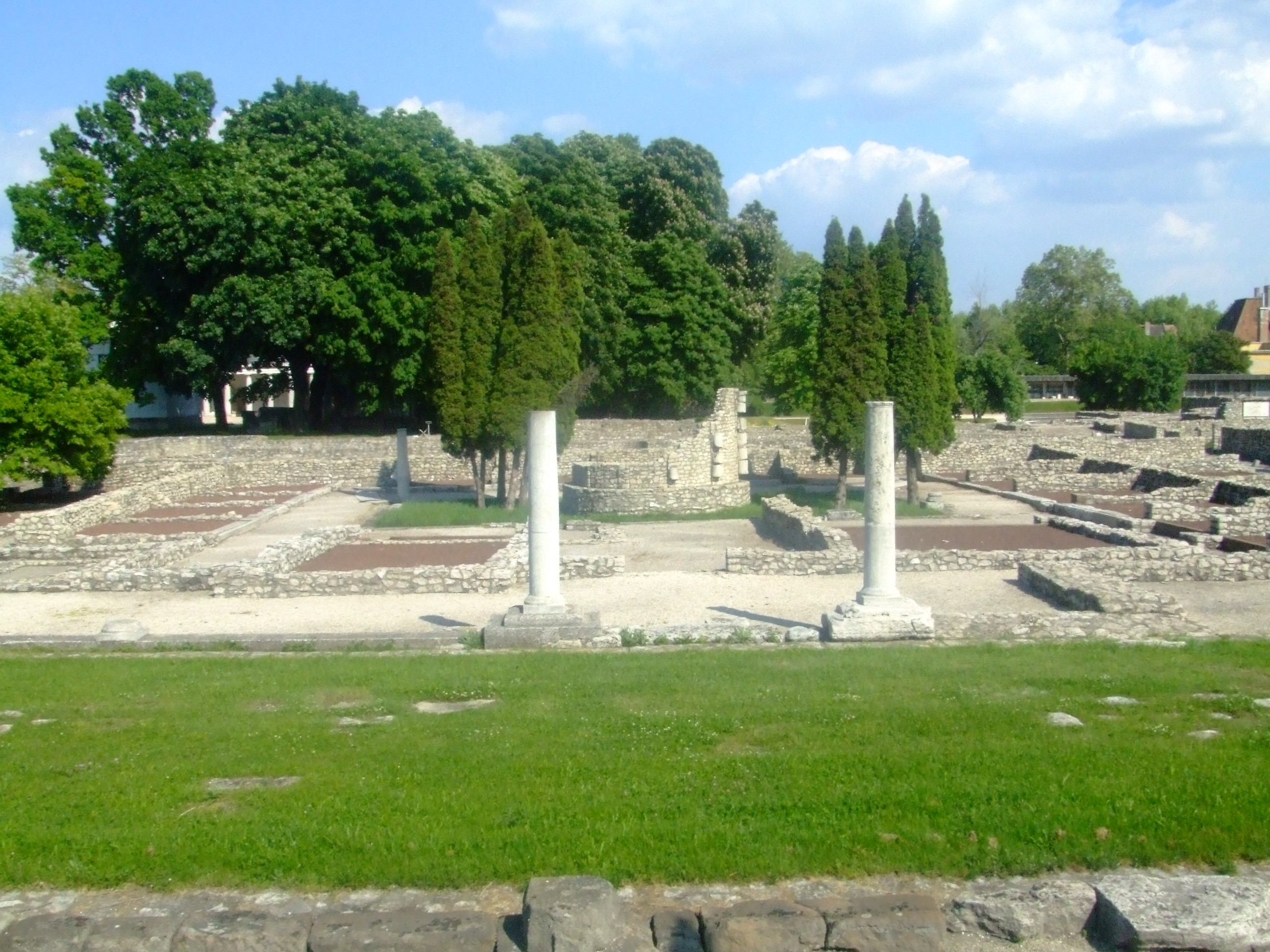
遺構
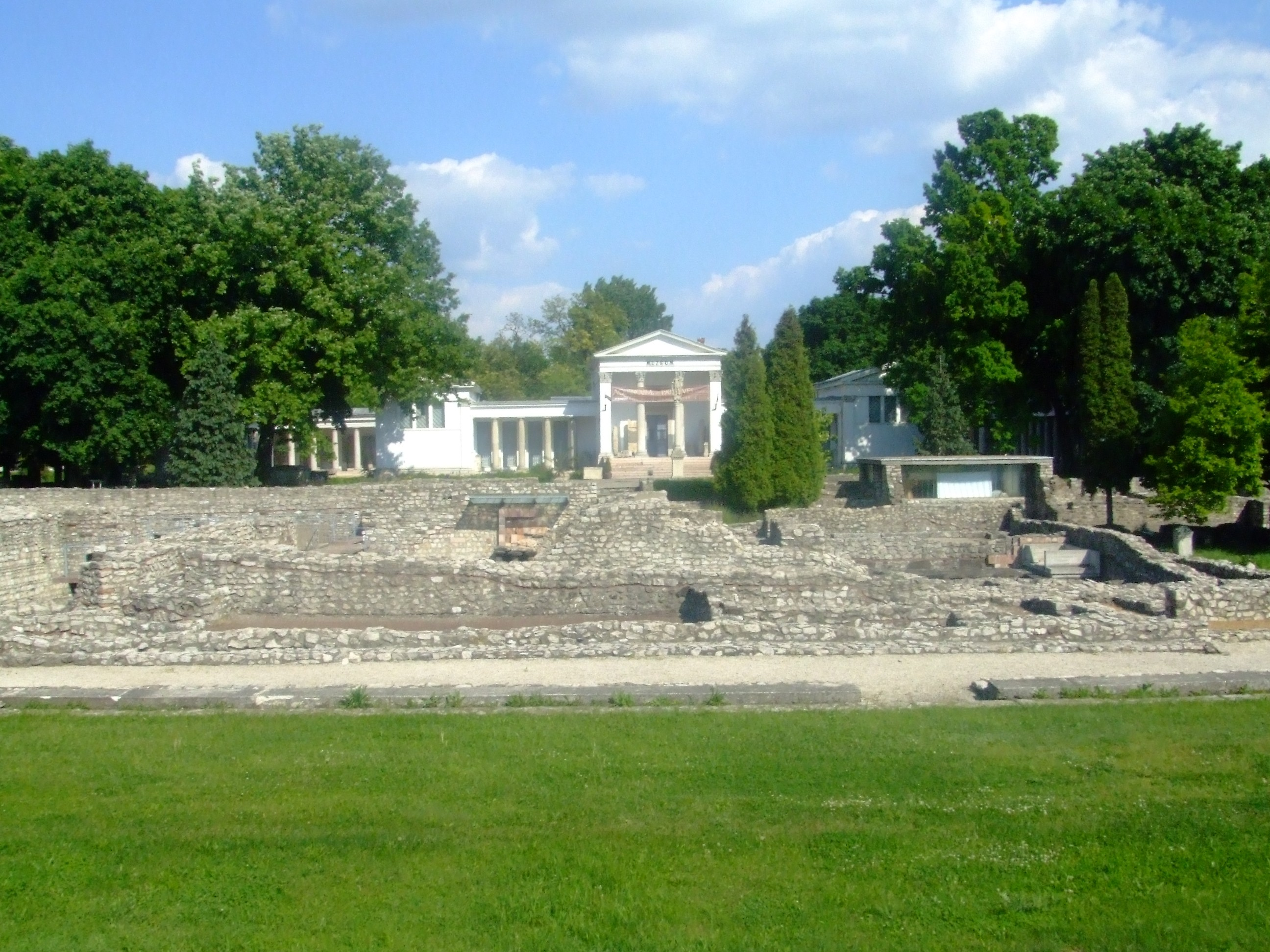
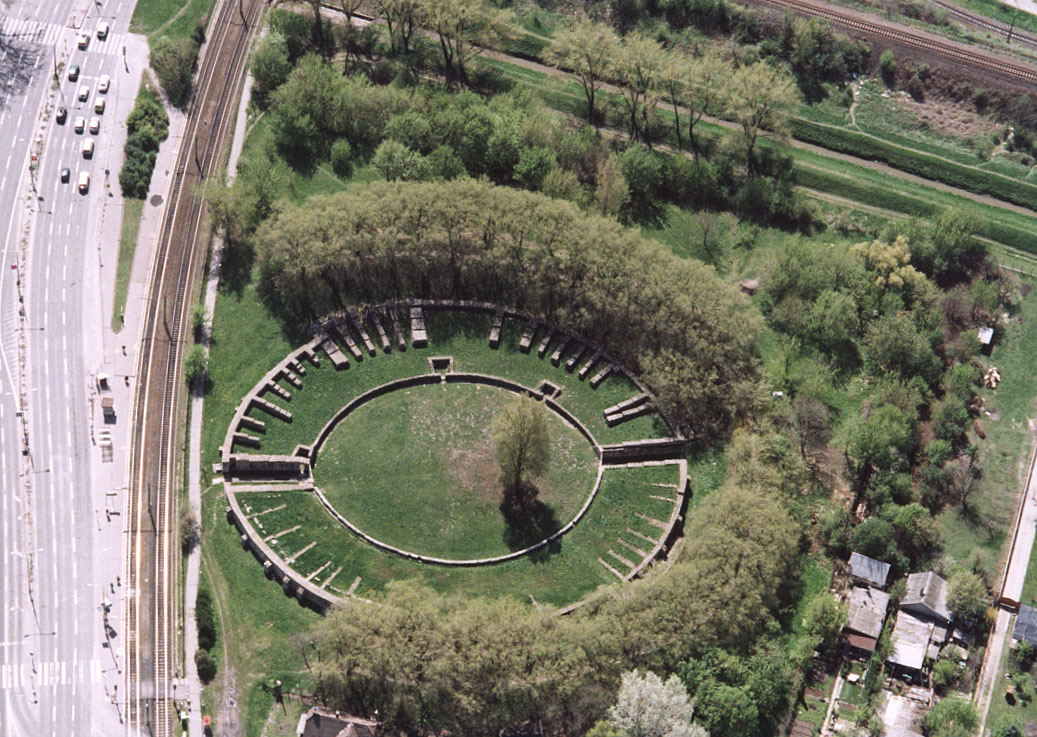
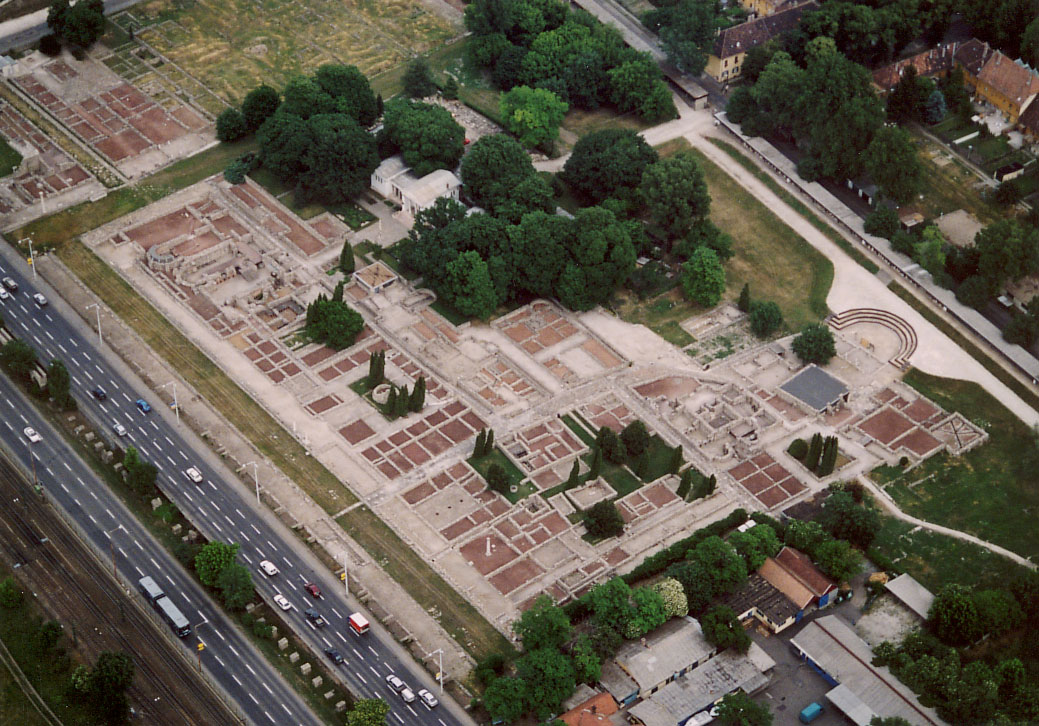
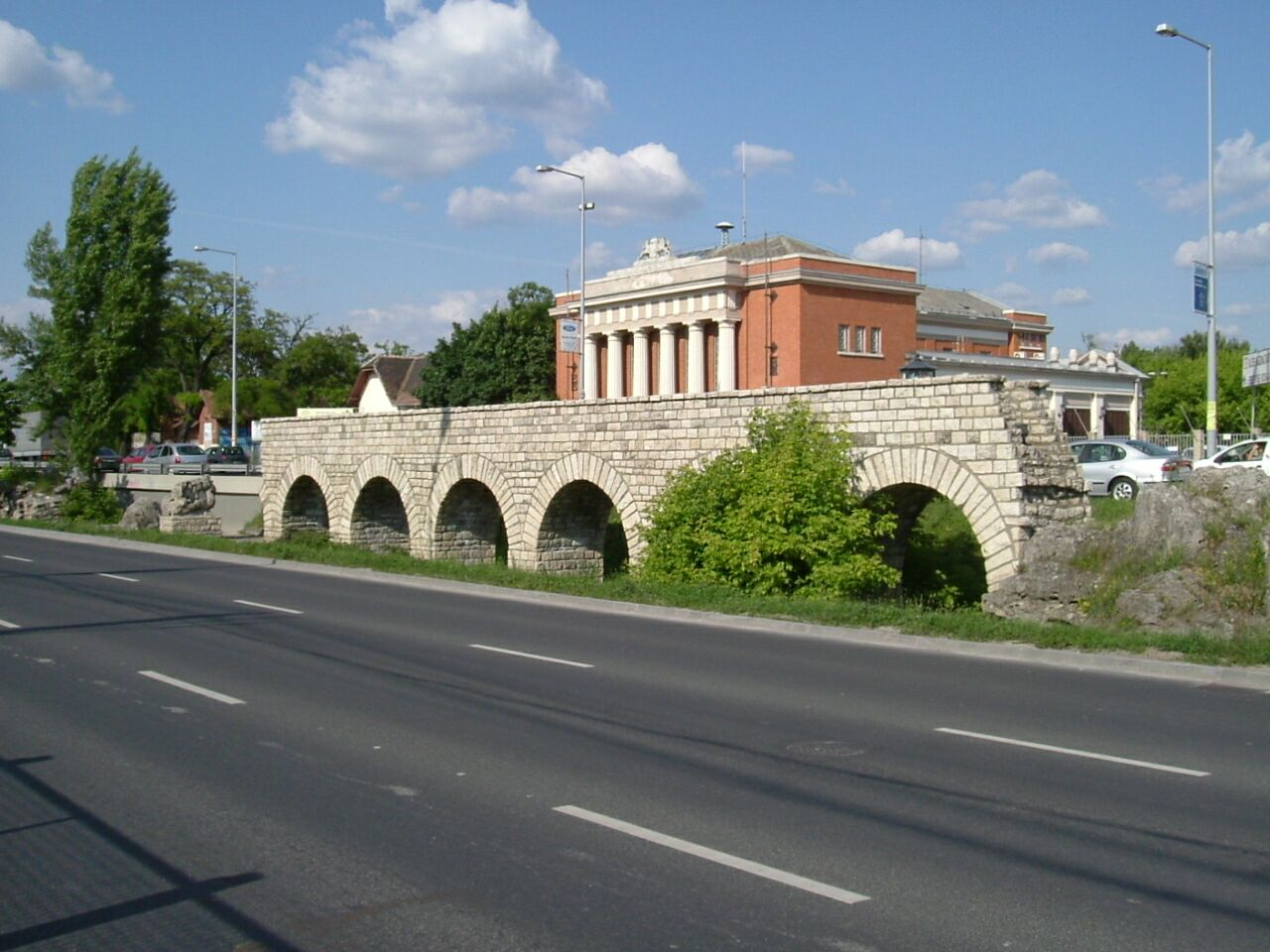
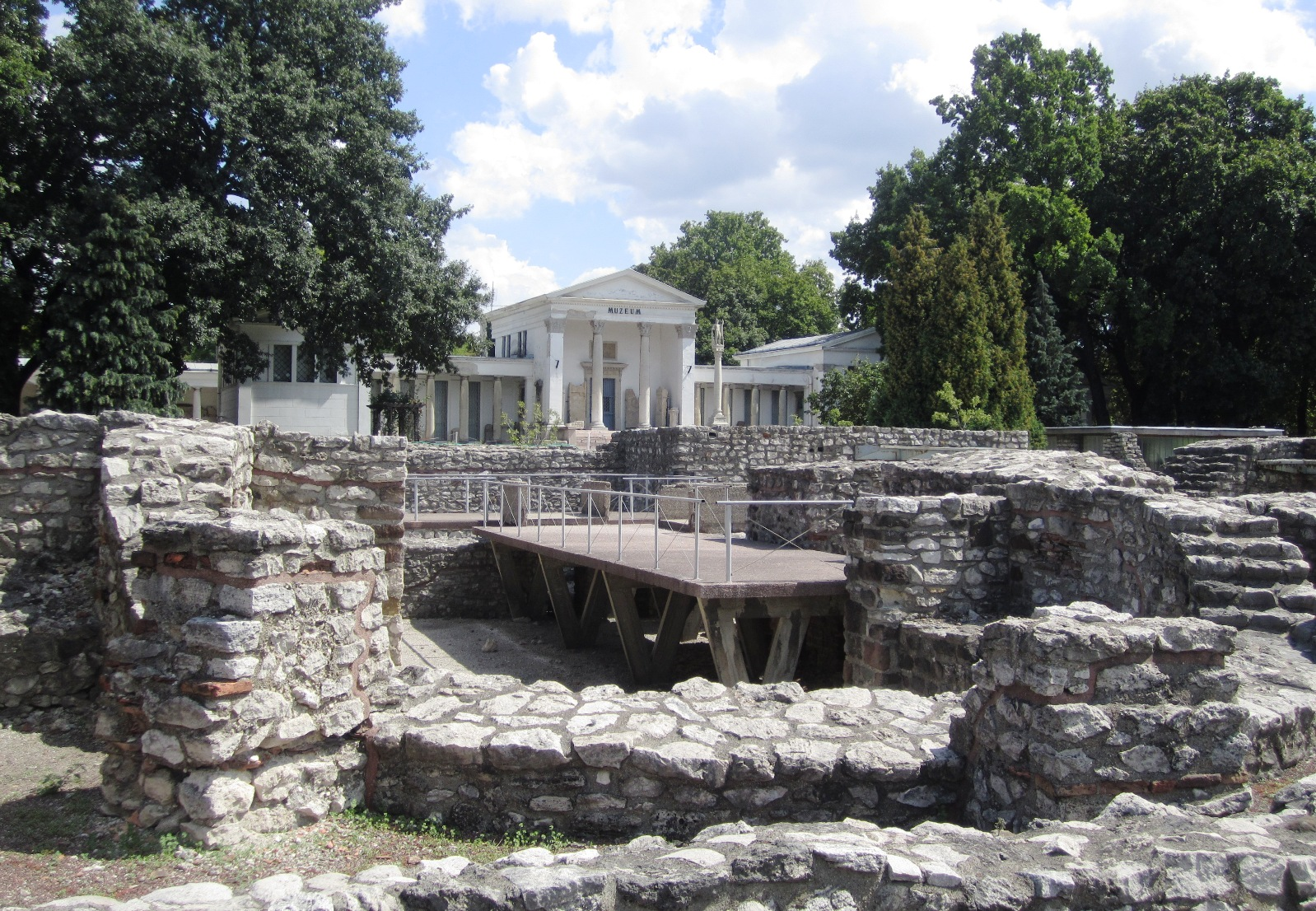
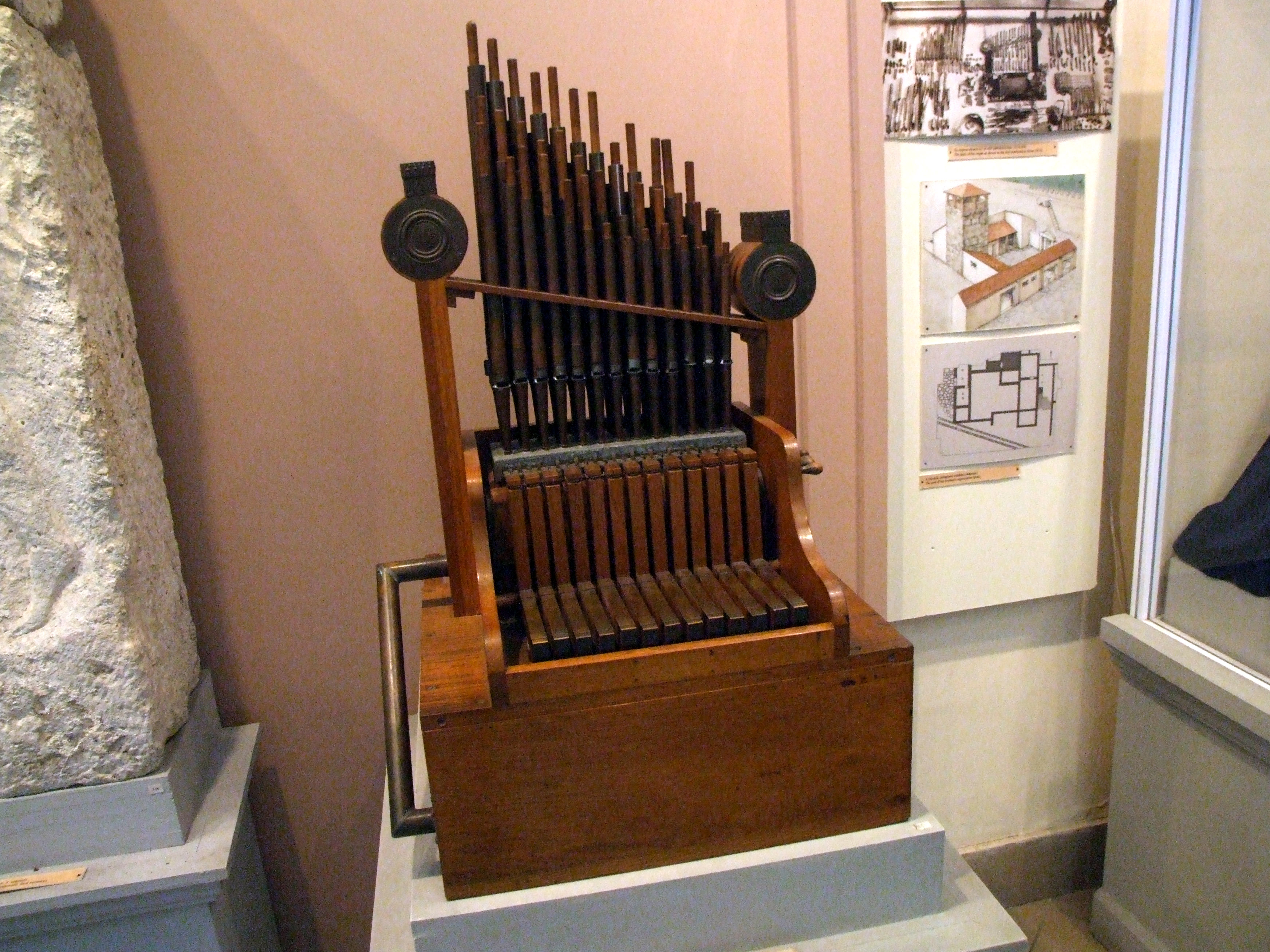
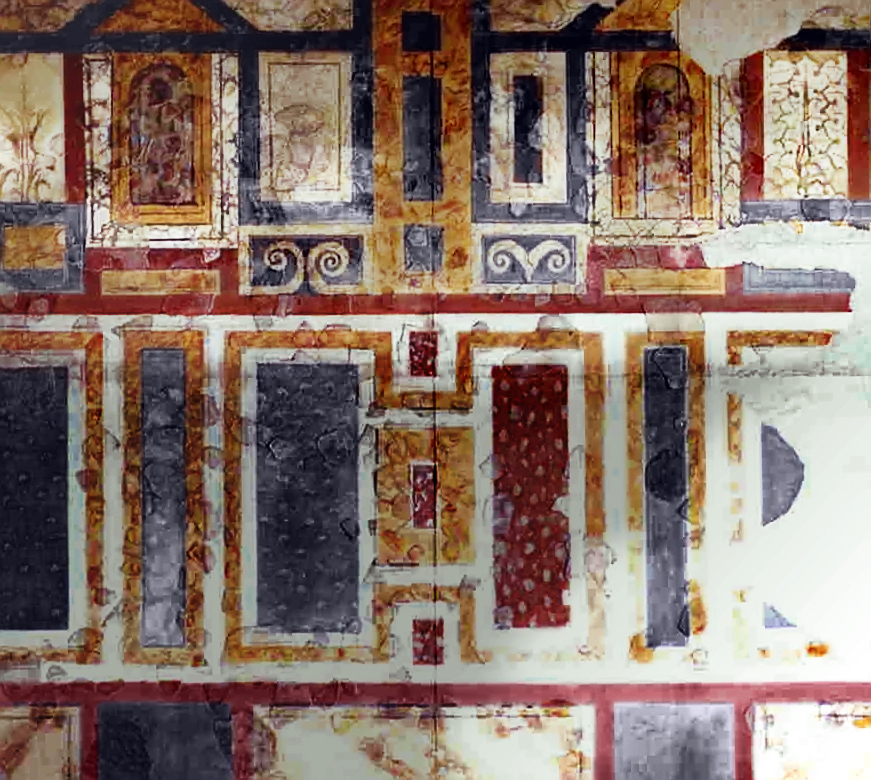
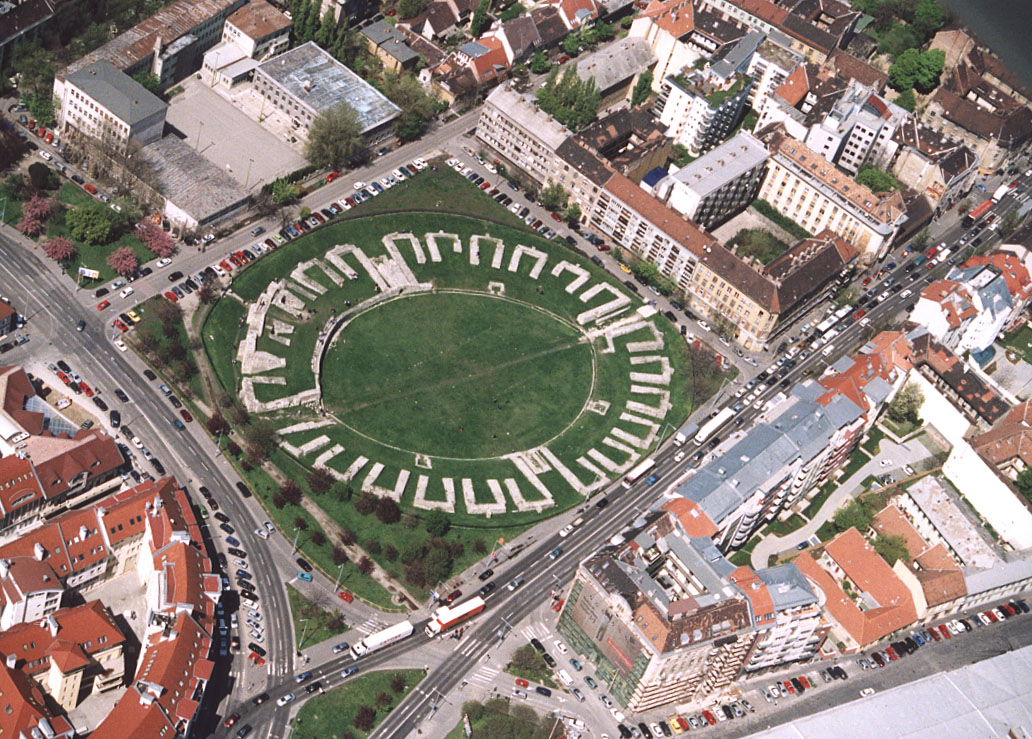
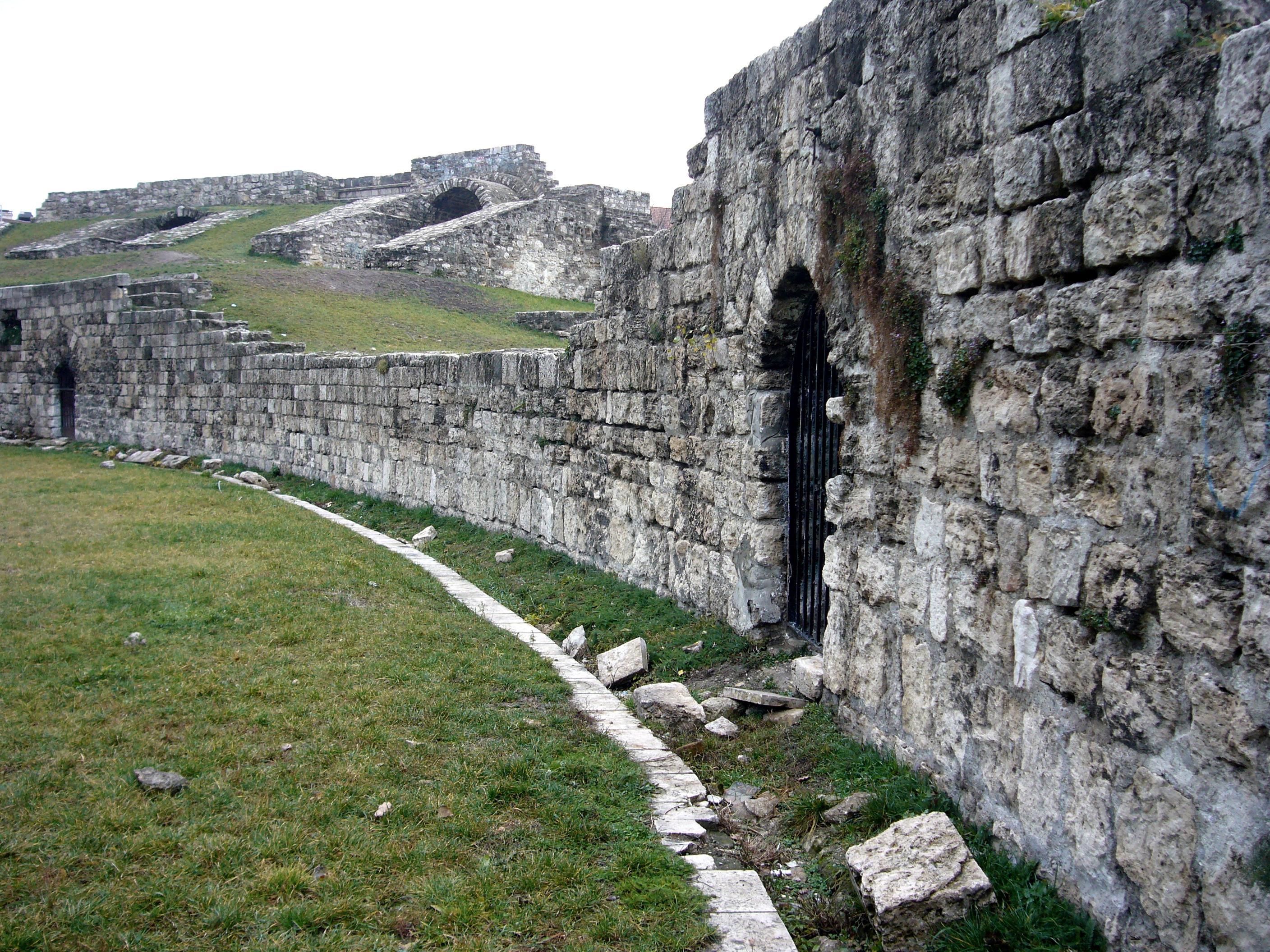